# Święto Pracy

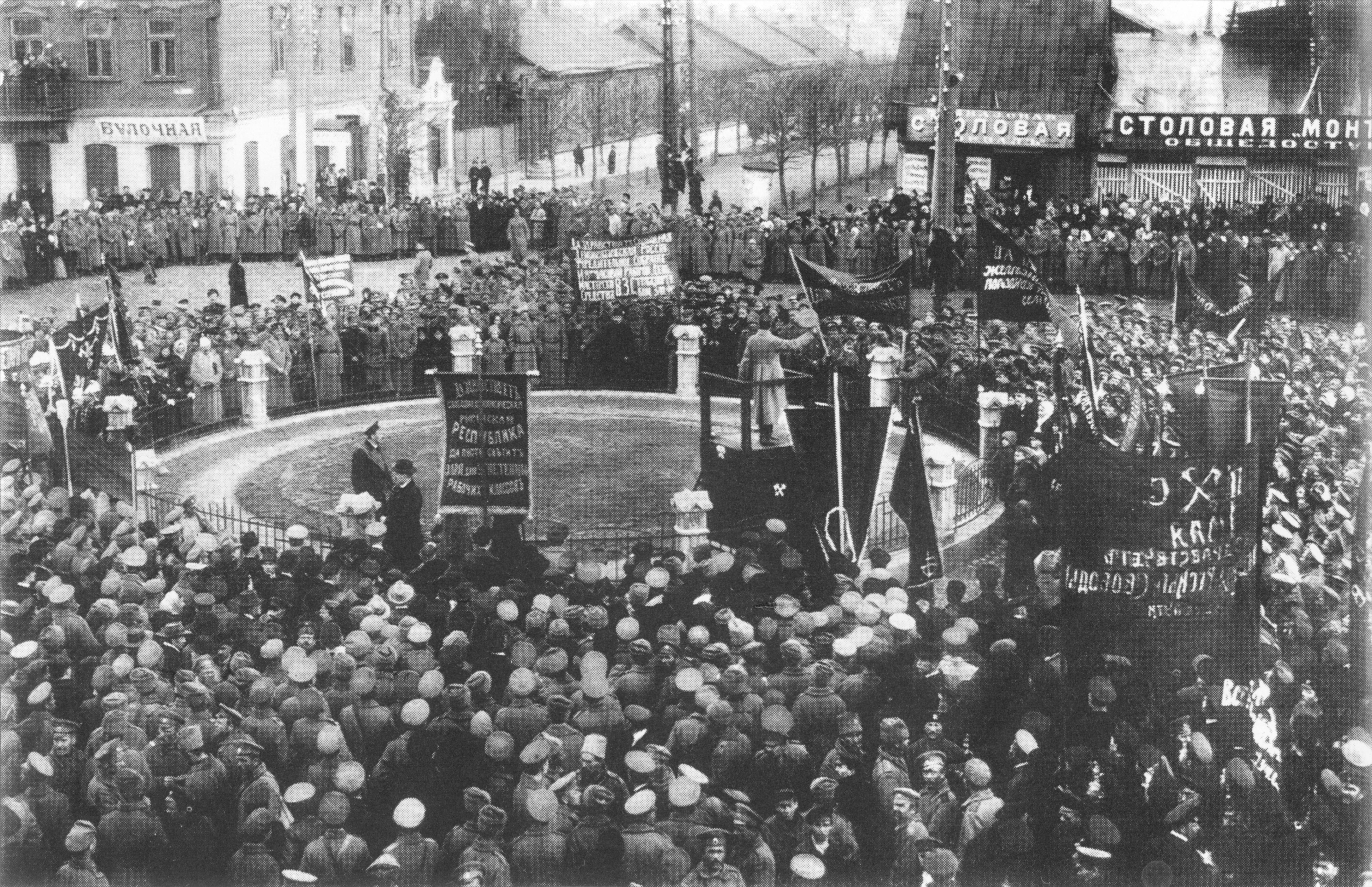
Demonstracja pierwszomajowa w Mińsku w 1917

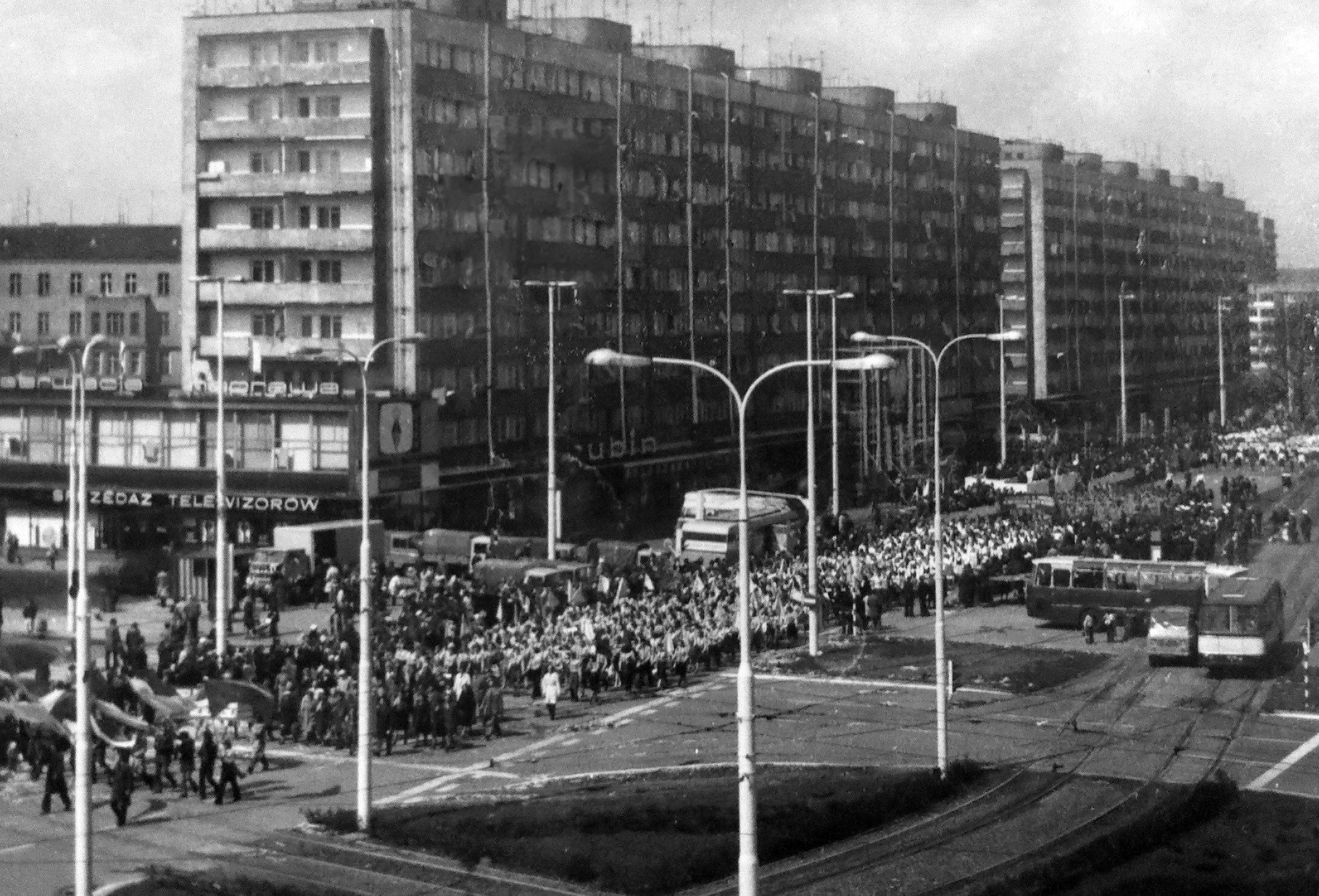
Pochód pierwszomajowy w Szczecinie, 1978

Święto Pracy, popularnie zwany 1 Maja – międzynarodowe święto klasy robotniczej, obchodzone od 1890 roku corocznie 1 maja. W Polsce Święto Pracy jest świętem państwowym od 1950 roku.
Święto wprowadziła w 1889 II Międzynarodówka dla upamiętnienia wydarzeń z pierwszych dni maja 1886 w Chicago, w Stanach Zjednoczonych podczas strajku będącego częścią ogólnokrajowej kampanii na rzecz wprowadzenia 8-godzinnego dnia pracy.

## Geneza
Sytuacja w Chicago była napięta już kilka lat przed wydarzeniami z 1886. Fatalne warunki pracy, niskie płace i praca do dwunastu godzin na dobę były standardem. Dodatkowo antykapitalistyczne nastroje były podsycane przez agitatorów, walczących m.in. o ośmiogodzinny dzień pracy. Opór robotników skierował się przeciwko właścicielowi firmy McCormick Harvester Co., który zamierzał modernizować zakład, co spowodowałoby zwolnienia ogromnej rzeszy pracowników. Pociągnęło to za sobą strajk robotników, w wyniku którego właściciel fabryki zmuszony został do radykalnych ustępstw. Nie trwało to jednak zbyt długo. Już w lutym 1886 dokonał zwolnienia wszystkich pracowników. Na ich miejsce zatrudnił całkowicie nową kadrę, której bezpieczeństwa miała pilnować kilkudziesięcioosobowa grupa ochroniarzy.
Działacze związkowi szybko przeszli do ofensywy. Rozpoczęli przygotowania do demonstracji zapowiedzianej na 1 maja. Jej celem było wywalczenie ośmiogodzinnego dnia pracy. Na czele demonstracji stał Albert Parsons – związkowiec, anarchokomunista; opowiadający się także m.in. za równouprawnieniem Afroamerykanów. Pomimo obaw wielu ludzi pochód przeszedł bez rozlewu krwi. Wzięło w nim udział kilkadziesiąt tysięcy osób.
Do dalszej ofensywy ruszył inny, urodzony w Niemczech związkowiec, anarchista August Spies, redaktor pracowniczego pisma „Chicagoer Arbeiter-Zeitung”. Zorganizował on trzeciego maja wiec, w trakcie którego doszło do bójki między wychodzącymi z zakładu McCormicka nowymi robotnikami a demonstrantami. Ponad dwustu policjantów interweniowało, używając rewolwerów i pałek. Trudno jest określić dokładną liczbę ofiar. Według różnych źródeł zginęło od dwóch do pięciu robotników, około sześciu zostało poważnie postrzelonych, wiele osób zostało pobitych. Spies zbulwersowany brutalnością policji, apelował do robotników, aby stawili się na demonstracji następnego dnia.
Wiec przygotowany przez Spiesa, Parsonsa i Samuela Fieldena miał miejsce na placu Haymarket. Przebiegał zasadniczo bez ekscesów. Obecny na demonstracji burmistrz Chicago Carter Harrison, twierdził później, iż nic nie wskazywało na to, że policja będzie musiała interweniować. Pod koniec przemówienia Fieldena, na skutek obfitych opadów deszczu, na placu pozostało jedynie około 200 osób. Nagle, z nieznanych powodów, 180 policjantów dowodzonych przez kapitana Johna Bienfielda ruszyło do ataku na demonstrantów. Nie pomogły zapewnienia Fieldena, iż demonstracja jest pokojowa.
Chwilę później w stronę policji poszybowała bomba. Na miejscu zginął jeden funkcjonariusz, kilkunastu zostało rannych. W odpowiedzi policjanci otworzyli ogień do demonstrujących. Nieznana jest liczba zabitych robotników. Musiała być jednak znaczna skoro w chaosie, jaki zapanował na placu, wielu policjantów zostało postrzelonych przez swoich kolegów. Całe wydarzenie znane jest jako Haymarket Riot.
W wyniku tych zajść doszło do ostrych represji skierowanych przeciwko działaczom związkowym. Wszystkie te działania były podsycane przez prawicowe i bliskie establishmentowi chicagowskie gazety. Ostatecznie przed sądem stanęło osiem osób. W tym trzej główni organizatorzy majowego wiecu i pięciu związkowców, którzy w wiecu nawet nie uczestniczyli.
Proces rozpoczął się 21 czerwca 1886. Wszystkich oskarżono o zabicie policjanta, który zginął na miejscu w wyniku wybuchu. Nie podejrzewano, że w obliczu braku dowodów, oskarżeni mogą zostać skazani na surowe kary. Mimo to, siedem osób zostało skazanych na śmierć. 11 listopada 1887 zostali powieszeni: Parsons, Engel, Spies i Fischer. Dzień wcześniej w celi odebrał sobie życie Louis Lingg. Pozostali skorzystali z prawa łaski i po 7 latach opuścili więzienie. Przyczyniła się do tego kampania prowadzona przez ruch robotniczy, w wyniku której wyroki zostały anulowane. Obecnie historycy podejrzewają, iż bomba została rzucona przez policyjnego agenta współpracującego z kapitanem Johnem Bienfieldem.
Trzy lata po tragicznych wydarzeniach, czyli w 1889 II Międzynarodówka uznała dzień 1 maja Świętem Pracy. Chciano w ten sposób docenić oddanie dla sprawy licznych ofiar, jakie w wyniku tych zajść poniósł ruch robotniczy. Mimo to w Ameryce Północnej Święto Pracy obchodzi się w pierwszy poniedziałek września. Najpierw doszło do tego w stanie Oregon, zaś w skali federalnej – od roku 1887.

## Święto 1 Maja w Polsce
Historyczną uchwałę o świętowaniu 1 maja we wszystkich krajach i corocznych manifestacjach w tym dniu powziął I Kongres II Międzynarodówki zwołany w Paryżu 14 lipca 1889. Uchwała ta miała na celu przede wszystkim wzmożenie walki o realizację 8-godzinnego dnia pracy i jednocześnie podkreślenie wspólnoty interesów międzynarodowego proletariatu. Apel Kongresu Paryskiego natrafił na podatny grunt w całej Polsce, we wszystkich trzech zaborach. Największy jednak oddźwięk miały hasła majowe w Królestwie Polskim, gdzie świadomość klasowa proletariatu była stosunkowo największa i gdzie ucisk socjalny splatał się ze szczególnie wyrafinowanym uciskiem narodowym ze strony caratu. Już pierwszy obchód święta majowego w roku 1890 przeszedł oczekiwania socjalistów polskich. Odezwa II Proletariatu wydana w przededniu 1 maja – głównie dzięki energii i ofiarności Marcina Kasprzaka – wyjaśnia znaczenie tego święta, wskazuje na konieczność walki o 8-godzinny dzień pracy i kończy się wezwaniem do zgodnego wystąpienia. W Warszawie 1 maja 1890 r. strajkowało około 8 tysięcy robotników; niektóre większe zakłady metalowe były nieczynne. Wybitny udział w zorganizowaniu tego wystąpienia wziął wysłannik polskiej emigracji socjalistycznej, skupionej wówczas w Szwajcarii, Stanisław Padlewski. We Lwowie część robotników porzuciła pracę, w podwórzu ratuszowym odbyło się zgromadzenie ludowe. Dużą rolę w przygotowaniu święta majowego odegrał tu wysłannik polskiej emigracji socjalistycznej Stanisław Kasjusz. W miejscowości Bielsko-Biała wojsko strzelało do demonstrujących robotników, zabijając kilku spośród nich.
W roku 1891 święto majowe w zaborze rosyjskim przygotowały już dwie organizacje socjalistyczne – II Proletariat i Związek Robotników Polskich. W ważniejszych ośrodkach przemysłowych rozpowszechniano pierwszomajową broszurę agitacyjną. Pojawiły się pierwsze piosenki majowe: „Oto nadszedł maj uroczy” i „Ludu roboczy poznaj swą siłę”. Mimo zarządzeń policji i masowych aresztowań 1 maja 1891 r. strajkowało w Warszawie, a także po raz pierwszy na prowincji ogółem ok. 25 tysięcy robotników. W Żyrardowie święto majowe dało początek czterodniowemu strajkowi, który objął 9 tysięcy robotników. W Łodzi doszło do incydentu w fabryce Poznańskiego. Spoliczkowany przez jednego z robotników fabrykant wezwał na pomoc wojsko carskie. W roku 1892 wystąpienie majowe w Łodzi przerodziło się w sześciodniowy strajk powszechny robotników miasta i okolic (Zgierz, Pabianice). Wysunięto żądanie 8-godzinnego dnia pracy i 15% podwyżki płac. Odbywały się tłumne zebrania i spacery manifestacyjne ze śpiewem hymnów rewolucyjnych i patriotycznych. Dla stworzenia pretekstu do użycia siły zbrojnej gubernator piotrkowski Miller sprowokował rozruchy antyżydowskie, w których wzięli udział tzw. „pobytowcy” (złodzieje i recydywiści) z Bałut. 6 maja władze carskie ogłosiły w Łodzi stan wojenny. Robotnicy pozbawieni scentralizowanego kierownictwa (II Proletariat rozbity był przez aresztowania, zaś Związek Robotników Polskich nie był w stanie pokierować akcją) przystępowali stopniowo do pracy. Liczba ofiar krwawego tygodnia wynosiła kilkudziesięciu zabitych, 200 rannych, 900 aresztowanych. Strajk powszechny w Łodzi – pierwszy na ziemiach polskich strajk powszechny – przeszedł do historii pod nazwą „buntu łódzkiego”. Następne rocznice majowe przyniosły dalsze rozszerzanie się akcji na coraz to nowe ośrodki Królestwa Polskiego – Zagłębie Dąbrowskie, Częstochowę, Radom, Białystok i inne. SDKPiL i PPS starały się nadać obchodom majowym charakter odpowiadający ideologii tych partii. W Galicji odbywały się – mimo represji policyjnych – coroczne zgromadzenia publiczne organizowane przez PPSD. W zaborze pruskim z okazji 1 maja PPS urządzała zebrania w Poznaniu, Gnieźnie, Inowrocławiu i innych. Na Śląsku rozpowszechniony był zwyczaj wywieszania w noc przed 1 maja czerwonych sztandarów.
W roku 1900 doszło w Warszawie do burzliwej manifestacji znanej pod nazwą „bitwy pod Sans-Souci”. W niedzielę 29 kwietnia – w ostatnią niedzielę przed świętem majowym – z inicjatywy PPS (SDKPiL po represjach policyjnych lat ubiegłych znajdowała się jeszcze w stadium odbudowy) uformował się w Alejach Ujazdowskich wielotysięczny pochód, zdążający z pieśnią „Czerwony sztandar” na ustach w kierunku pomnika Mickiewicza. Kroczyli obok siebie robotnicy z PPS, SDKPiL i Bundu. Zwiększone siły wojskowo-policyjne, którym przewodził carski generał-gubernator Imeretyński rozproszyły pochód. Do szczególnie ostrego starcia doszło przed restauracją Sans-Souci, które spowodowało następnie masowe aresztowania. Obchód majowy w roku 1904 przybrał szerokie rozmiary w Warszawie, Łodzi, Zagłębiu Dąbrowskim, Częstochowie, Radomiu, Lublinie, Suwałkach itd. Marcin Kasprzak, zaskoczony w czasie drukowania odezwy pierwszomajowej w tajnej drukarni SDKPiL w Warszawie, stawił zbrojny opór, zabijając pięciu żandarmów i policjantów carskich.
W roku 1905, w okresie rewolucji, święto pierwszomajowe wypadło szczególnie imponująco w Warszawie, Łodzi, Częstochowie i Zawierciu. Najliczniejsza i najbardziej bojowa była demonstracja w Warszawie przygotowana przez SDKPiL; dużą rolę odegrał wówczas Feliks Dzierżyński. Wzięło w niej udział 20 tysięcy manifestantów. W Alejach Jerozolimskich kozacy przypuścili szarżę. Pod kopytami ich koni i ciosami szabli padło około 50 zabitych, a około 100 odniosło rany. Na znak protestu warszawska organizacja SDKPiL ogłosiła na dzień 4 maja strajk, który przybrał charakter strajku powszechnego, a III Zjazd SDPRR potępił masakrę zorganizowaną przez rząd carski, wyrażając pełną solidarność z wyzwoleńczą walką proletariatu polskiego. Lata reakcji i spotęgowanego terroru, a następnie lata ożywienia rewolucyjnego znalazły swoje odbicie w obchodach pierwszomajowych w Polsce. W okresie I wojny światowej SDKPiL i PPS-Lewica nie były w stanie wyprowadzić mas na ulicę, starały się jednak uczcić święto proletariackie wzmożoną agitacją antyimperialistyczną.
Po odzyskaniu niepodległości dzień 1 maja stał się przeglądem sił bojowych proletariatu w walce o socjalizm. Rokrocznie w tym dniu demonstrowały masy robotnicze bądź pod sztandarami KPP, bądź też PPS czy Bundu. Manifestacje organizowane przez nielegalną partię komunistyczną były z reguły atakowane przez policję i pociągały za sobą liczne ofiary. Podobnie liczne pochody i demonstracje klasowych organizacji robotniczych i partii lewicowych: Polskiego Stronnictwa Ludowego „Wyzwolenie”, Komunistycznej Partii Zachodniej Ukrainy, Komunistycznej Partii Zachodniej Białorusi odbywały się też w ten dzień w okresie II RP, często były one atakowane przez policję oraz nacjonalistycznych bojówkarzy, dochodziło do morderstw działaczy klasowych związków zawodowych i partii lewicowych. Manifestacje zwoływane przez PPS przed drugą wojną światową miały charakter dość spontanicznego przemarszu, gromadzącego zwolenników partii socjalistycznej. W roku 1919 dziesiątki tysięcy robotników Warszawy, Łodzi, Zagłębia i innych ośrodków demonstrowały w pochodach komunistycznych pod hasłem: „Niech żyje władza Rad Delegatów Robotniczych miast i wsi”. Wniosek o ustanowienie 1 maja jako powszechne w całej Polsce święto pracy, z prawem do dnia wolnego, był omawiany w Sejmie Ustawodawczym w 1919 roku.
Komunistyczna demonstracja majowa roku 1920 była przede wszystkim demonstracją antywojenną, wzywającą do zakończenia wojny z Rosją Sowiecką. W roku 1922 i 1923 Komitet Centralny KPP próbował zorganizować wspólną z wszystkimi partiami socjalistycznymi demonstrację pierwszomajową w imię hasła utrzymania 8-godzinnego dnia pracy, walki z drożyzną i bezrobociem, walki o wolność zebrań, strajków, prasy itd. Porozumienia w tej sprawie nie osiągnięto. Z podobną propozycją wystąpił Komitet Centralny KPP i Komitet Centralny Związku Młodzieży Komunistycznej w roku 1926, lecz również bezskutecznie. W trakcie demonstracji majowej w tym roku bojówka PPS usiłowała uniemożliwić połączenie się demonstracji komunistycznej z pochodem PPS otwierając ogień do komunistów; zabitych zostało wówczas sześciu robotników, a kilkudziesięciu zostało rannych. Podobny przebieg nawet w jeszcze większym zakresie miała demonstracja 1 maja w roku 1928.

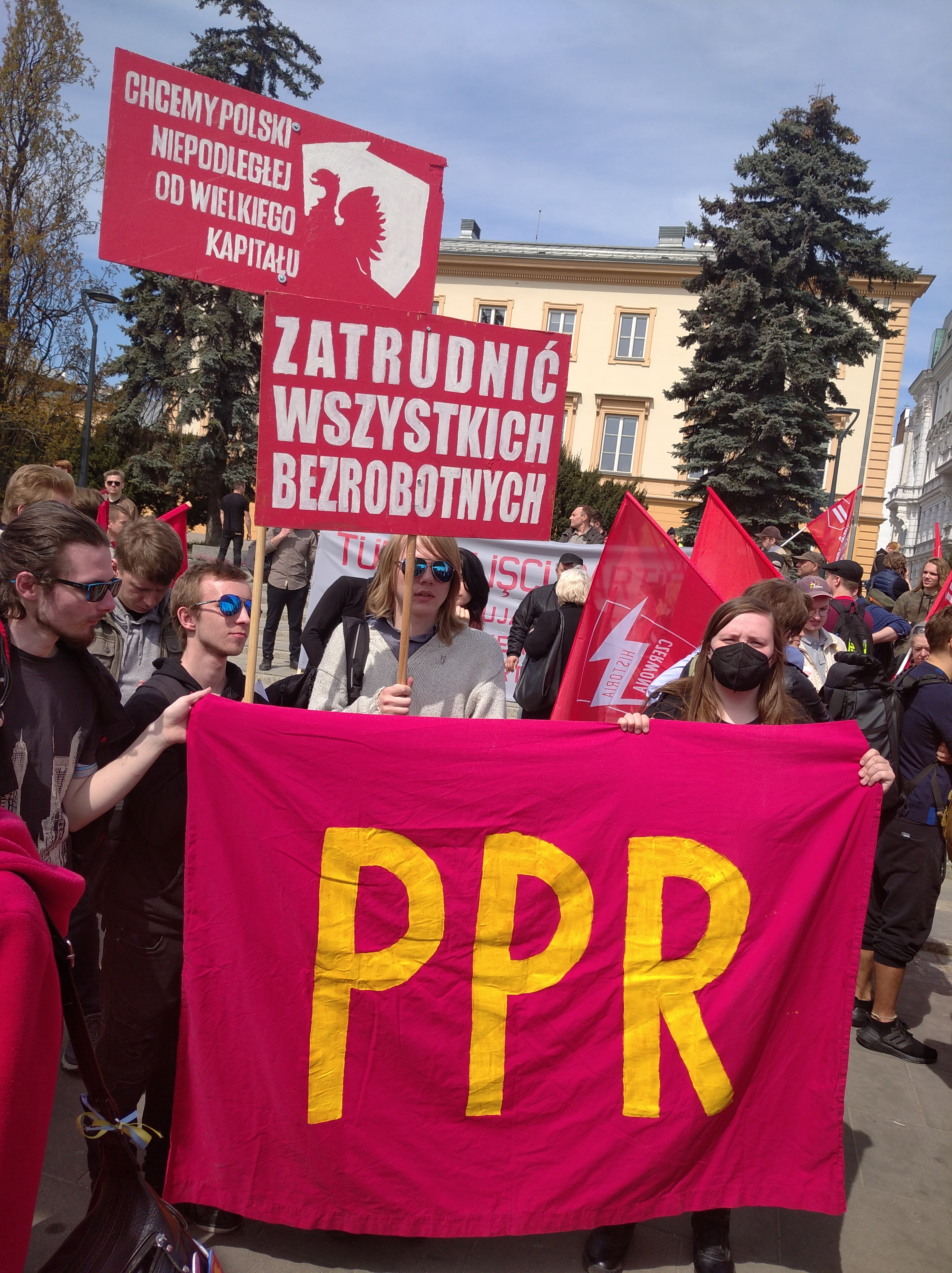
Początek pochodu pierwszomajowego w Warszawie w 2022 r.

W latach trzydziestych cechą charakterystyczną demonstracji pierwszomajowych był masowy udział chłopów, zwłaszcza na Kresach Wschodnich. Częstokroć dochodziło tu do krwawych starć z policją. Pamiętny był szczególnie 1 maja w roku 1935 pod miasteczkiem Kołki na Wołyniu, gdzie padło wielu zabitych i rannych. W latach 1936–1938, a zwłaszcza w roku 1936, święto majowe obchodzone było pod hasłem jednolitego i ludowego frontu antysanacyjnego, pod hasłem obrony zagrożonej przez hitleryzm niepodległości Polski. W Warszawie, Łodzi, Zagłębiu, Krakowie, Lwowie i w dziesiątkach innych miast wraz z komunistami szli członkowie PPS, całe organizacje tej partii, szli chłopi-ludowcy niosąc zielone sztandary. Jednolitofrontowe manifestacje w 1936 zgromadziły w całej Polsce 400 tysięcy uczestników. W 1939 r. władze administracyjne zakazały pochodów i publicznych zgromadzeń pierwszomajowych.

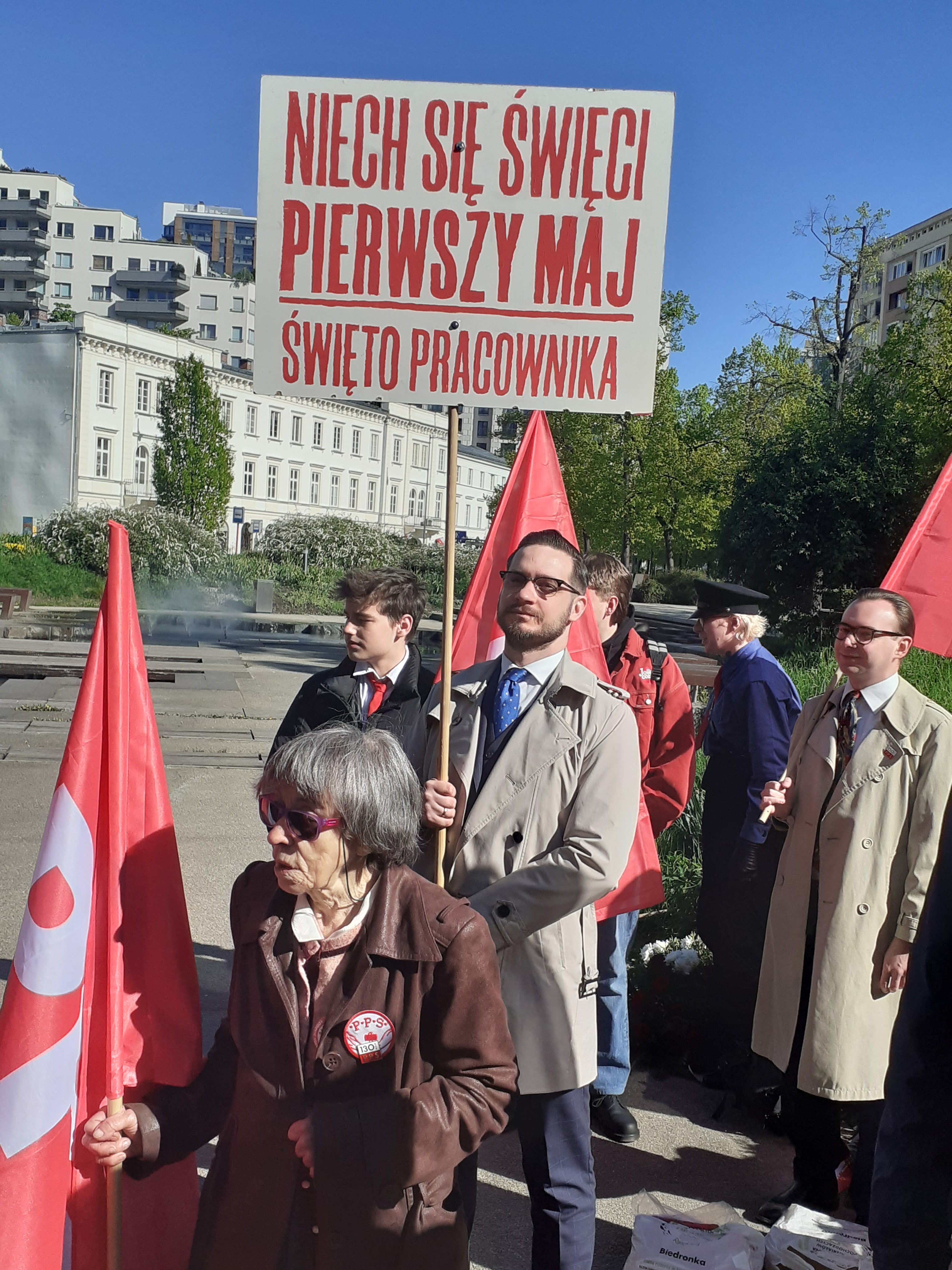
Demonstracja z okazji Święta Pracy na Placu Grzybowskim w Warszawie w 2023 r.

W okresie okupacji hitlerowskiej mimo mnożącego się terroru święto majowe nie uległo zapomnieniu. Zwłaszcza od roku 1942 – z chwilą powstania PPR, w dniu 1 maja w wielu miastach polskich wywieszano czerwone sztandary, na murach domów pojawiały się antyhitlerowskie napisy wzywające do czynnej walki z najeźdźcą. PPR wspólnie z Gwardią Ludową, a następnie Armią Ludową, wspólnie ze Związkiem Walki Młodych wzmagały w tym dniu antyhitlerowską akcję sabotażu i dywersji. 1 maja w roku 1944 stał się dniem walki o szeroki antyhitlerowski front narodowy. Wspólna odezwa KC PPR i CKW RPPS wzywała do wywalczenia „wolnej, demokratycznej Polski ludu pracującego miast i wsi”. 1 maja w roku 1945 – pierwsze święto majowe w Polsce Ludowej – przebiegło pod hasłem walki o ostateczne zwycięstwo nad hitleryzmem, o odbudowę zniszczonego kraju, o zespolenie sił demokratycznych całego narodu, o budowę socjalizmu.
Po 1945 r. przejmujący władzę w Polsce komuniści próbowali początkowo nawiązywać do przedwojennego schematu (np. obecność mszy świętej w programach uroczystości), ale powoli nasilał się proces odgórnego planowania całej ceremonii i traktowanie tego dnia jako święta państwowego, który stawał się obowiązkowym „rytuałem” . W Polsce jest od 1950 świętem państwowym, wolnym od pracy. W czasach PRL organizowano tego dnia pochody pierwszomajowe, które miały upamiętniać ważne wydarzenia dla środowiska robotniczego. Przez cały okres PRL zmieniał się charakter pochodów. W latach 50. ich charakterystycznym elementem były gigantyczne kukły wyśmiewające wrogów systemu – amerykańskich imperialistów, Bundeswehrę, kułaków, zachodnich polityków: Churchilla czy Trumana. Kukły zniknęły po odwilży, podobnie jak portrety Józefa Stalina, pozostał rytuał prezentowania osiągnięć – makiet wznoszonych budowli, przede wszystkim Pałacu Kultury i Nauki, ciągników, maszyn rolniczych, samochodów osobowych. Sposób ich eksponowania przypominał wzory z procesji kościelnych – od prezentowanego obiektu biegły wstążki, których końce trzymali chłopcy lub dziewczęta z ZMP lub innych organizacji młodzieżowych. Ważną rolę odgrywali gimnastycy, formujący żywe piramidy i różnego rodzaju figury akrobatyczne. Stałym, rytualnym punktem obchodów było „spontaniczne” wręczanie przez dzieci kwiatów przywódcom partyjnym i państwowym. Po zakończeniu pochodów na stadionach i w miejskich parkach odbywały się festyny na których rozstawiały się stragany i pojazdy ciężarowe PSS Społem. Oferowano w nich napoje, pieczywo oraz różne rodzaje wędlin. W latach 80. nielegalne demonstracje pierwszomajowe organizowała w opozycji do oficjalnych obchodów podziemna Solidarność. Święto Pracy było jednym z najważniejszych świąt w PRL-u, miało ono również szczególną wagę dla nazewnictwa w tym okresie. Nazwę imienia „1 maja” nosiło wiele ulic i placów Polski. Na cześć Święta Pracy otrzymała nazwę również jedna z najnowocześniejszych i największych kopalń w ówczesnej Polsce – KWK 1 Maja w Wodzisławiu Śląskim.
Obecnie Międzynarodowe Święto Pracy w Polsce ma charakter spontaniczny, pluralistyczny i wielonurtowy. Swoje demonstracje organizują środowiska anarchistyczne i anarchosyndykalistyczne, np. Związek Syndykalistów Polski; osobne uroczystości organizuje Ogólnopolskie Porozumienie Związków Zawodowych i Sojusz Lewicy Demokratycznej, a lokalnie także inne organizacje lewicowe. Własne obchody w Warszawie organizuje Ruch Sprawiedliwości Społecznej, Komunistyczna Partia Polski oraz Pracownicza Demokracja. Podobne uroczystości organizuje Polska Partia Socjalistyczna i Lewica Razem w Łodzi oraz Warszawie. Demonstracjom towarzyszą pikniki, kiermasze prasy lewicowej, konferencje, dyskusje plenerowe oraz koncerty, np. Warszawskiego Chóru Rewolucyjnego czy Krakowskiego Chóru Rewolucyjnego.

## Święto Pracy na świecie
Kraje, gdzie Święto Pracy obchodzi się 1 maja
     Kraje, gdzie 1 maja obchodzi się inne święto państwowe
     Kraje, gdzie 1 maja nie przypada żadne święto państwowe, a Święto Pracy obchodzi się w innym terminie niż 1 maja
     Kraje, gdzie nie obchodzi się Święta Pracy

Obchodzenie Święta Pracy lub innych podobnych świąt państwowych na świecie:
Kraje, gdzie Święto Pracy obchodzi się 1 maja
Kraje, gdzie 1 maja obchodzi się inne święto państwowe
Kraje, gdzie 1 maja nie przypada żadne święto państwowe, a Święto Pracy obchodzi się w innym terminie niż 1 maja
Kraje, gdzie nie obchodzi się Święta Pracy

Święto Pracy jest obchodzone w większości krajów na świecie i najczęściej wypada 1 maja.
Przykładowymi państwami, gdzie obchodzi się Święto Pracy 1 maja, są:

- Angola[10]
- Anguilla[11]
- Argentyna[12]
- Austria
- Belgia
- Brazylia
- Chile
- Chiny[13]
- Czechy
- Francja
- Islandia
- Korea Północna[14]
- Kuwejt
- Kuba[15]
- Litwa
- Luksemburg
- Łotwa
- Mauritius[16]
- Meksyk
- Niemcy
- Polska
- Salwador
- Słowacja
- Słowenia
- Turcja
- Ukraina
- Wenezuela[17]
- Włochy

## Inne tradycje 1 maja

### Kościół katolicki
- W Kościele katolickim 1 maja obchodzone jest wspomnienie św. Józefa Rzemieślnika[18]. Wspomnienie to wprowadził do kalendarza liturgicznego papież Pius XII w 1955 jako alternatywę dla świeckiego Święta Pracy.

### III Rzesza
- W Niemczech 1 maja został świętem państwowym w 1933 r. Święto nazywało się „Narodowy Dzień Pracy”, a jego oficjalne obchody powiązano ściśle z ideologią narodowosocjalistyczną.

## Galeria

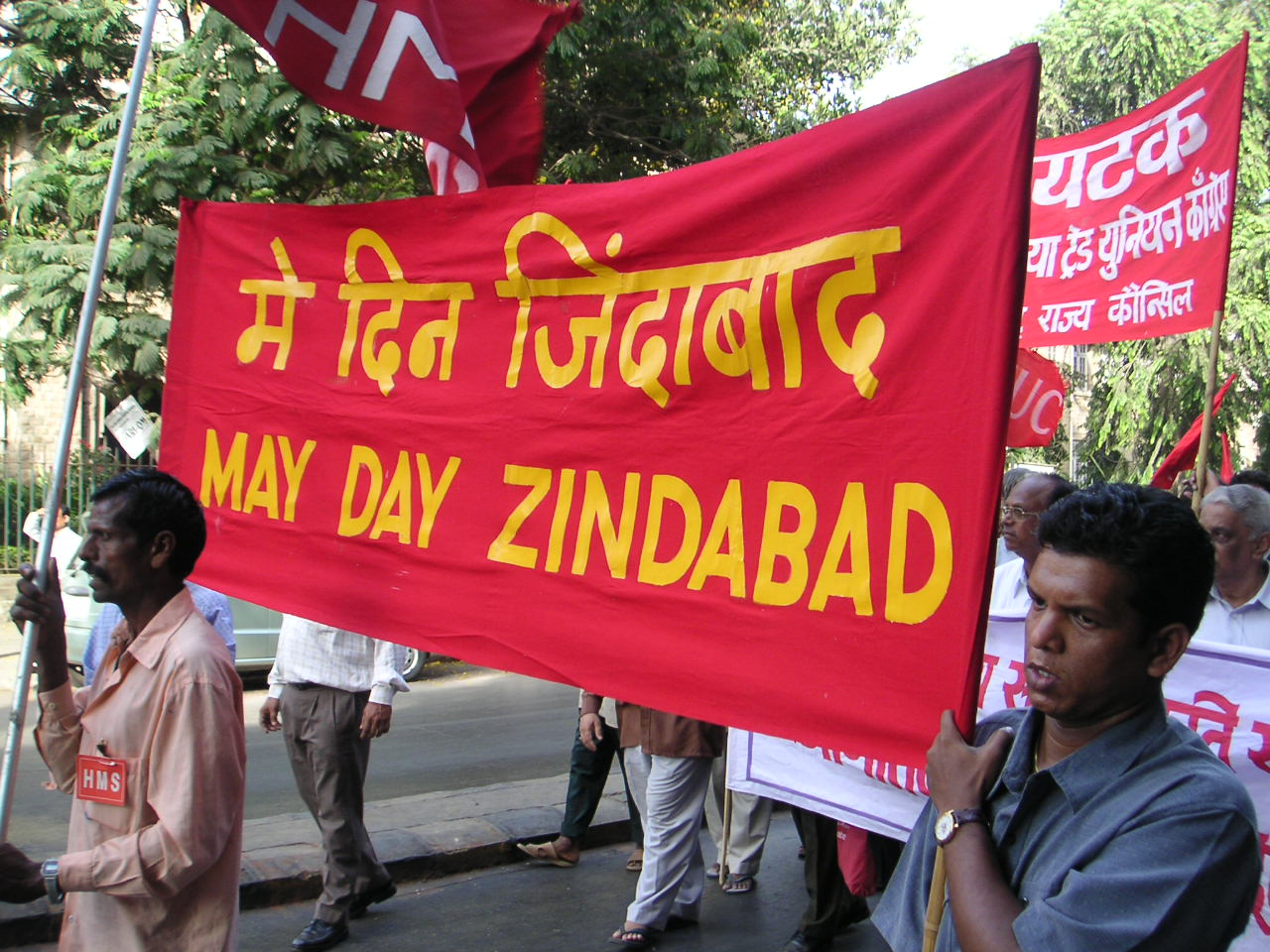
Pochód pierwszomajowy w Mumbaju, 2004
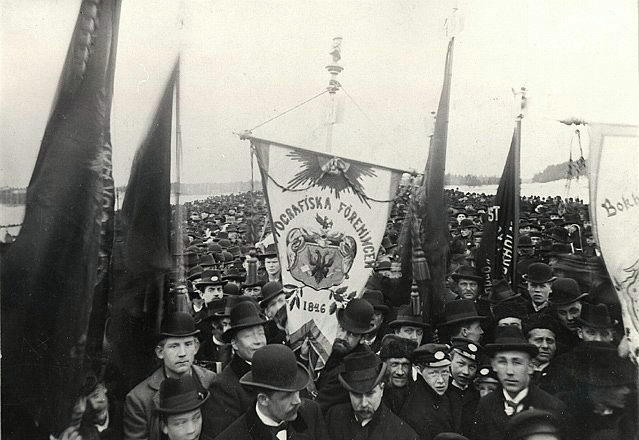
Wiec w Sztokholmie, 1899
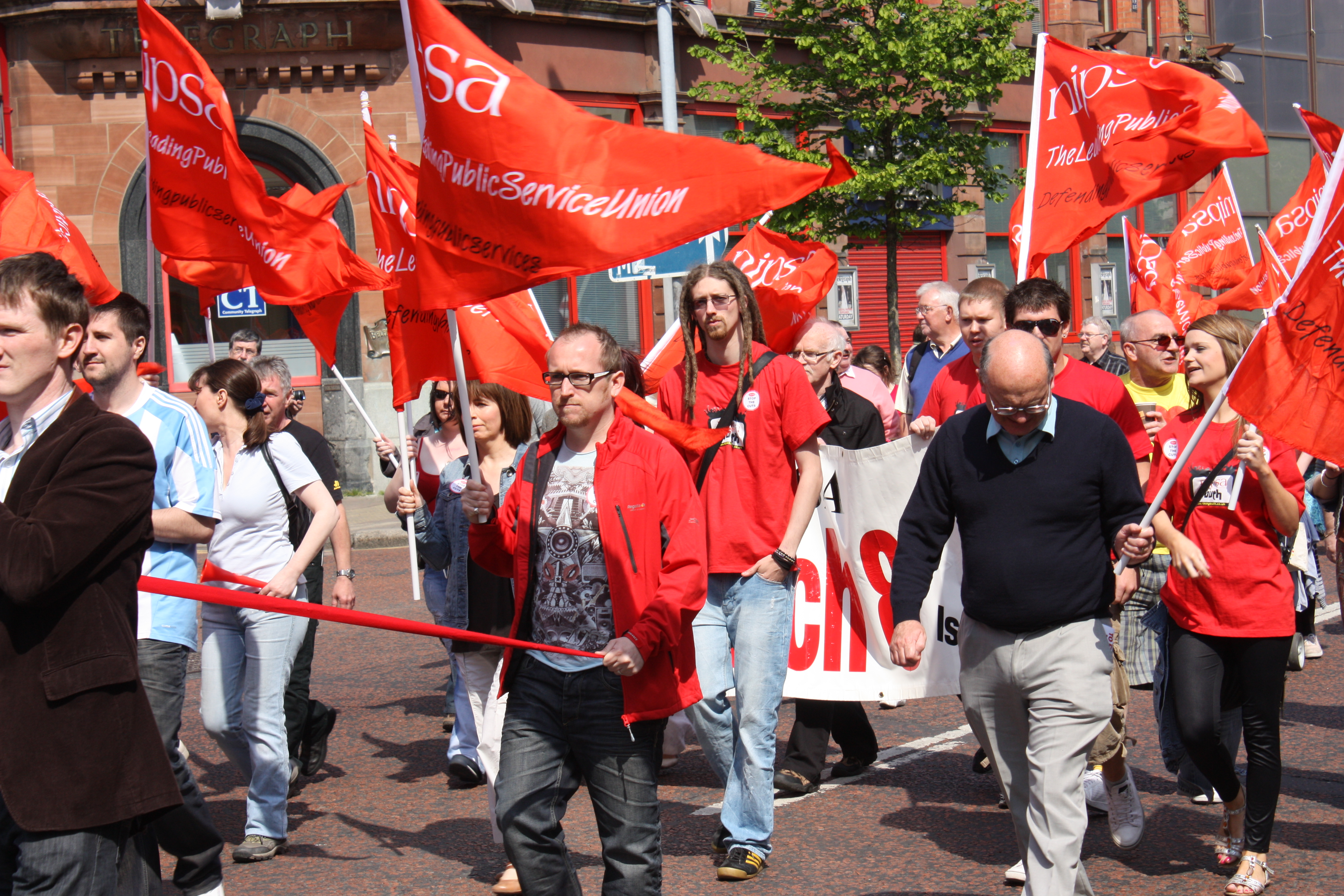
Pochód pierwszomajowy w Belfaście, 2011